# Pindsvinepigsvamp
Pindsvinepigsvamp (Hericium erinaceus) er en spiselig pigsvamp. Den vokser i Nordamerika, Europa og Asien og er karakteriseret af sine lange "pigge" (længere end 1 cm) og gror i løvskove, og de har en tendens til at gro i en enkelt klump med deres hængende pigge, der har givet dem deres navn. Frugtlegemet kan høstes og bruges i mad. Der er ingen reelle videnskabelige beviser for at den har nogen medicinsk virkning.